# قانون جاي-لوساك
قانون جاي-لوساك  في الكيمياء و الفيزياء (بالإنجليزية : Gay-Lussac's law) ينص هذا القانون على أن ضغط غاز مثالي يتغير تغيرا طرديا مع درجة الحرارة عند ثبات الحجم . تقاس درجة الحرارة هنا بالكلفن كما يفترض ثبات كمية الغاز . معنى ذلك أن ضغط الغاز يزداد بالتسخين ويقل عند فقده حرارة . وقد اكتشف هذا الاعتماد بين ضغط الغاز ودرجة الحرارة جاك شارل عام 1787 و العالم والفيزيائي الفرنسي جوزيف جاي-لوساك في عام 1802 :
فعندما يكون الحجم V ثابتا وكذلك كمية n المادة ثابتة تنطبق المعادلة :
{\displaystyle P\sim T\qquad \qquad {\frac {P}{T}}={\text{const}}\qquad \qquad {\frac {P_{2}}{T_{2}}}={\frac {P_{1}}{T_{1}}}}
نستنتج من قانون جاي-لوساك أنه لا بد من وجود الصفر المطلق لدرجة الحرارة حيث تتنبأ المعادلة بحجم «صفري» عند درجة الصفر المطلق، إذأن الحجم لا يمكن أن يكون سالبا الإشارة (أقل من الصفر). كما يشكل استنباط القانون من قياسات معملية أساسا لمقياس درجة الحرارة بالكلفن ، حيث استنبطت درجة الصفر المطلق وعُينت عن طريق تمديد القياسات العملية إلى وصول الحجم إلى قيمة الصفر.

## اقرأ أيضا
- قوانين الديناميكا الحرارية
- قانون بويل
- قانون الانحفاظ
- قوانين العلوم Laws of science
- مقاومة التلامس الحراري
- فلسفة الفيزياء الحرارية والإحصائية Philosophy of thermal and statistical physics
- جدول المعادلات الثرموديناميكية Table of thermodynamic equations